# Чорхия (озеро)
Чорхия (также Чархия) — озеро на северо-востоке Якутии, в Нижнеколымском улусе. Расположено на северо-востоке Колымской низменности, в междуречье рек Большая Чукочья и Коньковая, лежит к югу от озера Малое Морское и к юго-западу от озера Мавринское.
Имеет округлую форму, берега слабо изрезаны, местами обрывистые, заболоченные, покрытые тундровой растительностью.
Площадь озера, согласно государственному водному реестру, составляет 33,4 км² (по другим данным — 35,3 км²). Площадь водосбора — 78,1 км². Длина береговой линии — 22,2 км. Длина озера 7,32 км, максимальная ширина достигает 6,87 км при средней ширине 4,82 км. Находится на высоте 14 м над уровнем моря. Острова отсутствуют.
Значительных притоков не имеет. На северо-востоке из озера вытекает река Чорхия, впадающая в Большую Чукочью (бассейн Восточно-Сибирского моря).
Ближайший населенный пункт, посёлок Черский, расположен примерно в 147 км к юго-востоку.